# Leopard 2PL

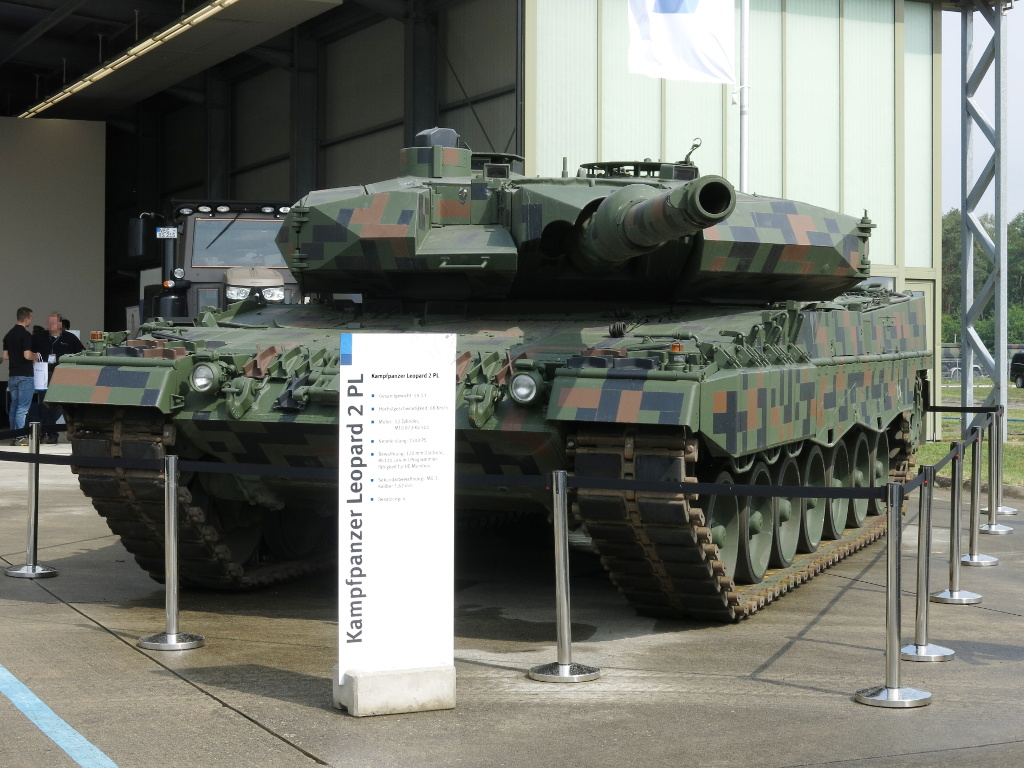
Prototipo Leopard 2PL en el Día del Ejército Alemán, Base Aérea Fassberg 2019

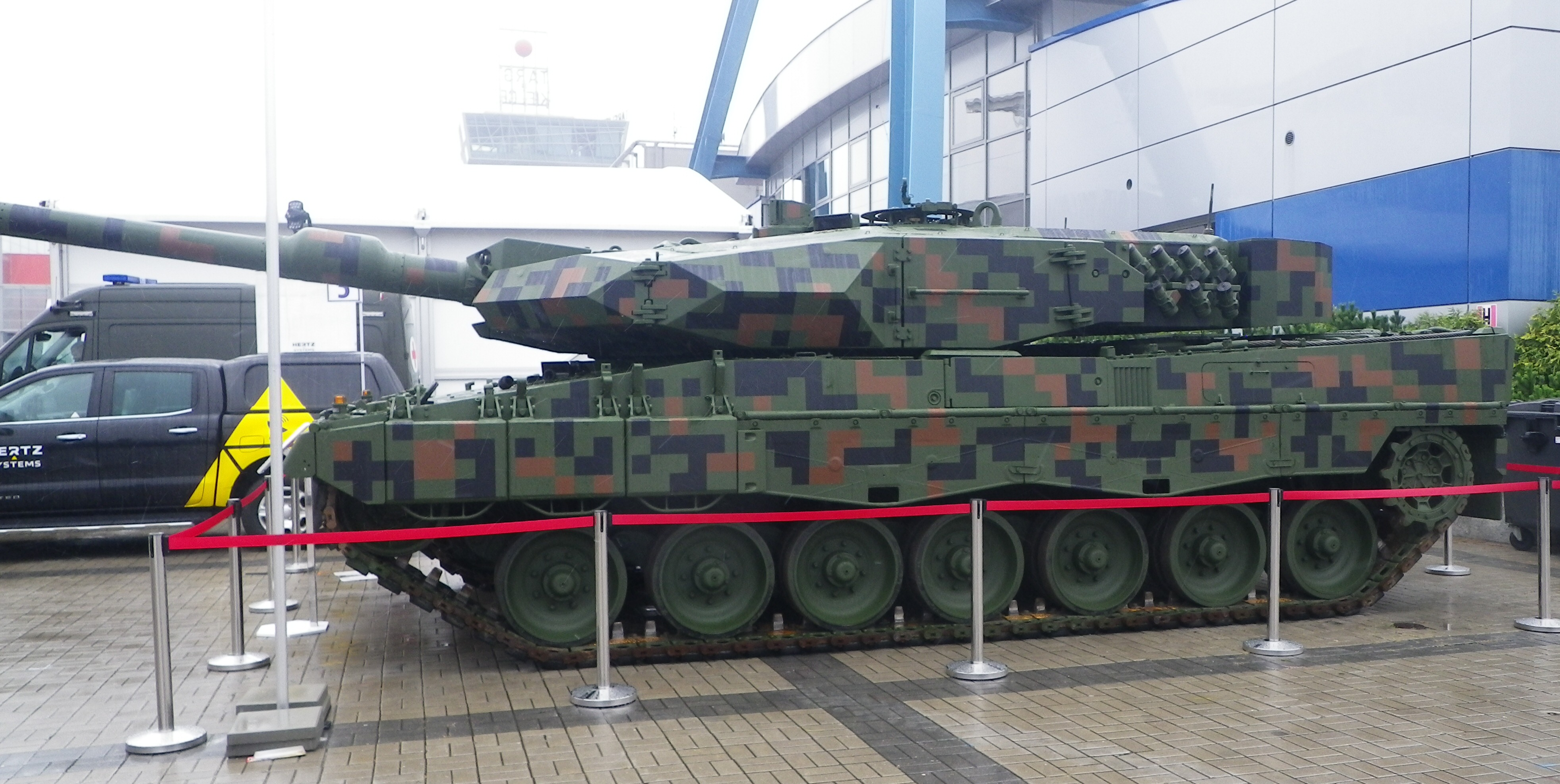
Vista lateral del Leopard 2PL

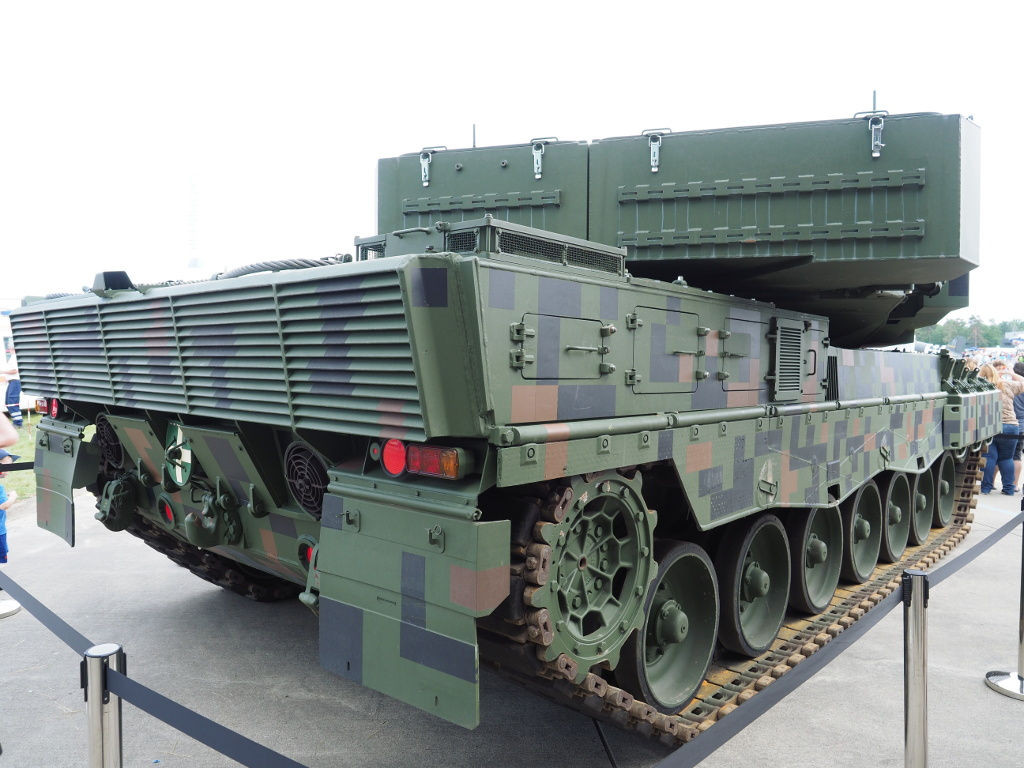
Vista trasera del Leopard 2PL

El Leopardo 2PL es un tanque de batalla principal utilizado por las Fuerzas armadas polacas, y es una versión modernizada del Leopard 2A4, tanque adquirido por primera vez por Polonia en la década de 2000. La modernización se está llevando a cabo actualmente en cooperación con Rheinmetall y el Grupo de Armamentos polaco (pol. Polska Grupa Zbrojeniowa PGZ).

## Antecedentes
Durante la década de los 2000, Polonia adquirió carros de combate  Leopard 2A4 y 2A5 provenientes de las existencias alemanas en el marco de un proceso de modernización e integración del país a los estándares de la OTAN.
Polonia es un país geográficamente importante para la OTAN, ya que representa su flanco oriental en caso de una hipotética agresión de parte de Rusia, es por este motivo que Polonia ha lanzado un ambicioso programa de modernización y expansión de sus fuerzas armadas.

## Historia
El 28 de diciembre de 2015, se firmó un acuerdo entre la Inspección de Armamento (pol. Inspektorat Uzbrojenia) y un consorcio formado por PGZ y Zakłady Mechaniczne Bumar-Łabędy para la modernización de 128 tanques Leopard 2 con opción a otras 14 unidades. El socio alemán del consorcio fue la empresa alemana Rheinmetall Landsysteme, que en el pasado coprodujo los tanques Leopard 2. El monto del contrato fue de 2.415 millones de PLN. El 20 de junio de 2018, se firmó un anexo con la opción de actualizar 14 tanques, es decir, todos los tanques Leopard 2A4 utilizados por el Ejército. El costo del contrato aumentó a 2.721 billones de PLN. El contrato originalmente asumía que todas las copias de la orden base se transferirían para 2020 y las de las opciones para 14 máquinas para 2021.
El programa de trabajo original suponía que todo el proceso de trabajo se dividiría en cinco etapas. En la primera etapa para 2016 se anticipó la preparación de toda la infraestructura y los recursos necesarios para la modernización. La segunda etapa preveía que desde noviembre de 2016 hasta finales de 2017 se llevaría a cabo el desmantelamiento de las máquinas y su preparación para el proceso de modernización, mientras que en la tercera etapa, iniciando en 2018, consistía en la transferencia de tecnología y capacitación de personal en un lote de prueba de tanques. De junio de 2018 a marzo de 2019, debía comenzar el proceso de inicio de la producción y entrega de la máquina pre-serie al destinatario, y la última quinta etapa, que dura desde enero de 2019 a noviembre de 2020, debía comenzar la modernización en serie de las máquinas y entregas (solo máquinas del primer contrato, es decir, 128 piezas). Sin embargo, el proceso de modernización original preveía que el prototipo en el número de una pieza se entregaría en el tercer trimestre de 2018, el lote de prueba en el número de 5 piezas (el proceso de formación de especialistas polacos y transferencia de tecnología) realizado en Alemania sería se entregará a fines de 2018, la patria de prueba que comprende 12 máquinas ya completadas en Polonia, se entregará a fines del primer trimestre de 2019, y la producción en serie de las otras máquinas bajo el contrato básico se llevará a cabo desde del segundo trimestre de 2019 al tercer trimestre de 2020.
El 18 de febrero de 2016, se firmó un acuerdo detallado con un socio alemán, que especificaba los términos de cooperación entre ZM Bumar-Łabędy y Rheinmetall. El contrato asumía que la empresa alemana se encargaría de: desarrollar el proyecto de modernización del tanque, preparar la documentación técnica necesaria junto con socios polacos, realizar un prototipo del carro versión 2PL y los tanques del lote de prueba (cinco de los cuales incluyen el proceso de formación de especialistas polacos y transferencia de tecnología a Polonia), proporcionando a ZM Bumar-Łabędy el apoyo técnico necesario para iniciar la producción de vagones en serie, proporcionando las herramientas necesarias y transfiriendo conocimientos técnicos. Durante la feria Eurosatory 2018, los representantes de Rheinmetall anunciaron la finalización de las pruebas de fábrica del tanque prototipo Leopard 2PL.
En agosto de 2018, el vehículo fue enviado al Instituto Militar de Blindados y Automotrices en Sulejówek, donde se sometió a más pruebas nacionales en Polonia. En 2018, Rheinmetall entregó a ZM Bumar-Łabędy las primeras copias de la pre-serie, lo que abrió el camino a la modernización de máquinas ya en Polonia, después de la finalización positiva de las pruebas del vehículo prototipo. Las pruebas del prototipo se prolongaron, lo que influyó en la modernización de más tanques y su entrega al destinatario. Durante la prueba del prototipo también hubo problemas con el chasis, cuya reparación prolongó el proceso de prueba, lo que significó que no se pudo iniciar la producción en serie.
El prototipo se completó el 8 de mayo de 2020. El 28 de mayo de 2020, el Ejército de Polonia recibió las primeras unidades de la partida de pre-serie. El contrato se amplió hasta finales de julio de 2023.
El contrato se anexó cinco veces, esto se debió principalmente a no tener en cuenta la restauración de la eficiencia de algunos elementos del tanque, que resultaron ser necesarios y el diferente estado de desgaste de las copias individuales. El costo final del programa aumentó a 3.290 millones de PLN.

## Descripción
El Leopard 2PL es un tanque de batalla principal de tercera generación, realizado en cooperación con Polish Armaments Group y  Rheinmetall Landsysteme. El tanque está diseñado para dominar y mantener el área, y apoyar el fuego de las armas de cubierta de las subunidades mecanizadas y motorizadas, en todas las condiciones climáticas, tanto de día como de noche.

### Blindaje
La modernización al estándar 2PL incluye un nuevo paquete de blindaje de la torre para aumentar la protección contra misiles antitanque y granadas antitanque. El blindaje del casco y la suspensión no se han mejorado debido al aumento del peso y a los costes que supondría. Se han instalado revestimientos especiales en el suelo para proteger a la tripulación contra las minas y los IED (Dispositivos Explosivos Improvisados).

### Armamento
Las miras del artillero y del comandante se han modernizado instalando cámaras térmicas KLW-1 Asteria fabricadas por la empresa polaca PCO. Para el conductor se ha instalado una cámara trasera diurna/nocturna KDN-1 Nyks fabricada por PCO. Se ha instalado un panel de control para el comandante, que permite la transmisión alternativa de imágenes desde la mira modernizada EMES-15 y el PERI-R17A3L4-CP.
El armamento principal sigue siendo el  cañón de ánima lisa de 120 mm L/44 de Rheinmetall, pero modificado para disparar nuevos tipos de munición (proyectil perforador DM63 y munición programable DM11). El sistema estabilizador del cañón y la torre también se cambiaron de hidráulico a eléctrico. El armamento incluye una ametralladora coaxial de 7,62 mm. montada en el lado izquierdo del cañón y otra ametralladora de 7,62 mm. montada en la escotilla del cargador.

### Tripulación
El Leopardo 2PL tiene una tripulación de cuatro personas, con el conductor situado en la parte delantera del casco. En la derecha de la torre se sitúan  el comandante y el artillero, mientras que el cargador se sienta a la izquierda.

## Características

### Blindaje
La modernización del Leopard 2A4 al estándar 2PL incluye el fortalecimiento de la resistencia balística, cuyo nivel de protección es superior al del  Leopard 2A5 pero no al del Leopard 2A7/A7+/A7V/A1. Los módulos de blindaje externos adicionales están montados alrededor de la torreta del vehículo. No se decidió reforzar el casco y el chasis del vehículo debido al aumento significativo del peso del vehículo y la reducción de costos. Se han instalado revestimientos especiales anti-astillas dentro del vehículo para proteger a la tripulación dentro del vehículo contra salpicaduras y fragmentos de armadura en caso de pinchazo o golpe.
El blindaje usado forma parte de la solución Advanced Modular Armor Protection, diseñado por IBD Deisenroth, este se compone de una serie de módulos que pueden ser reemplazados en situaciones de combate, estos están compuestos de nanocerámicas y aleaciones de acero y titanio.
Este kit de blindaje modular ha sido instalado en otros vehículos de combate, tales como el GTK Boxer o el Lynx, ofrece varios niveles de protección y los módulos son combinables.
Rheinmetall ofrece también el sistema de protección activa StrikeShield (antes denominado AMAP-ADS), este se compone de módulos blindados que albergan el radar, el sensor electroóptico, el cableado y las contramedidas del sistema, es una solución híbrida, es decir, que combina protección activa y pasiva que se integra en los módulos de blindaje del vehículo blindado, ofreciendo una baja firma electrónica, una protección de 360° y la reducción del riesgo de daño residual y daño colateral.
También se ofrece el sistema de oscurecimiento rápido ROSY, un sistema lanzagranadas de humo de fácil instalación en vehículos blindados.
El Leopard 2PL no integra ninguna de estas soluciones pero tiene la posibilidad de hacerlo.

### Armamento
El armamento principal del tanque sigue siendo el cañón de ánima lisa  Rheinmetall Rh-120 en la versión L/44, pero se modificó para adaptarse al uso de nuevos tipos de munición, es decir, el proyectil perforador de blindaje DM63, DM43 y DM23. Las cuales son municiones perforadoras alemanas. También la munición programable DM11. Se reemplazaron las resistencias izquierda y derecha, el retorno, el indicador de retroceso y el contenedor para el fondo del proyectil, para poder utilizar la munición DM11, se introdujo un sistema de programación en la acción de bloqueo de caída del cañón, así como un sistema de control de fuego y conjunto de gatillo de cañón electrónico. Se instaló una nueva computadora de a bordo con nuevas mesas balísticas. Las ametralladoras MG3 no se cambiaron por otro modelo. El sistema estabilizador de cañón de los accionamientos del cañón y la torreta se cambió de hidráulico a puramente eléctrico.

### Ópticas
La vista del artillero y la vista del artillero y el comandante se modernizaron al agregar cámaras termográficas polacas de la tercera generación KLW-1 Asteria fabricadas por PCO polaco. La conciencia del conductor también se ha mejorado mediante la instalación de una cámara de marcha atrás día / noche KDN-1 Nyks también de producción PCO. Se instaló un panel de control de monitor para el comandante, que permite: transmisión de imagen alternativa desde la vista EMES 15 modernizada y el instrumento PERI R17A3L4 CP y realizar una prueba completa de los sistemas de torre en cooperación con el bloque de prueba RPP modernizado y el control de los sistemas de torre del nivel del comandante, que permite la operación en modo cazador-asesino.

### Comunicación
Se utilizó un nuevo equipo de comunicación digital. La radio no ha sido reemplazada por un modelo moderno.
El tanque carece de un sistema de administración del campo de batalla.

### Otro
Las unidades de propulsión de tanques fueron sometidas a reparaciones generales, se instaló una unidad de potencia auxiliar (APU) con una potencia de 17 kW, además de la instalación de revestimientos anti-metralla, se mejoró la seguridad de la tripulación mediante el uso de un sistema a prueba de explosiones con cilindros con agente extintor Deugen-N y se modernizó el sistema contra incendios agregando un nuevo panel de control y cilindros con agente extintor, se montaron cestas de transporte adicionales fuera de la torreta y la adaptación del equipo de evacuación al peso de combate del tanque aumentó a 60 toneladas.

## Variantes
Leopard 2PL M1: Esta variante añade mejoras, modificaciones y nuevas funciones.
- - Funciones nuevas:
    - Introducción de la función "PIX", esta función permite que la mira del comandante PERI R17 se configure automáticamente en la posición de 06:00 o 12:00 con relación al eje del vehículo, independientemente de la posición de la torreta.
    - Introducción de la función "Primero/Último" que permite disparar el cañón del tanque cuando la medición de la distancia no está clara.
    - Introducción de la función "Arranque en frío"" para arrancar el tanque en condiciones de emergencia (condiciones de combate) sin caída de tensión de los sistemas y por ende, evitar que se reinicien.

  - Mejoras estructurales:
    - Instalación de una toma de carga de batería externa adicional en la placa trasera del casco.
    - Instalación del enfriamiento activo del compartimiento de la electrónica del control del sistema de guía y estabilización EWNA.
    - Preparativos para la instalación del sistema de identificación térmica para tropas amigas.
    - Instalación de la cámara de marcha atrás diurna y nocturna para el conductor KDN-1.
    - Nuevo sistema de control y monitoreo para el comandante.
    - Adaptación de los equipos de recuperación y remolque al aumento de peso del tanque.
    - Instalación de un generador de energía "APU" con una capacidad de 17 kW.
    - Instalación de nuevos tipos de cajas de transporte para equipos y tripulación en la torreta.

  - Mejoras en seguridad
    - Modificación del sistema contra incendios.
    - Instalación de sistemas a prueba de explosiones en el compartimiento de la tripulación.

Se tiene previsto el reemplazo de las ametralladoras coaxiales MG3 por las ametralladoras de fabricación local UKM-2000 y la instalación de un nuevo sistema de comunicación, sin embargo no se contempla aún la instalación de un sistema de gestión del campo de batalla y un sistema de protección contra armas antitanque.

## Servicio en el Ejército de Polonia
Los primeros tanques Leopard 2PL se entregarán a unidades militares a partir de mayo de 2020. Los primeros seis vehículos se entregaron al Centro de Entrenamiento Leopard (pol. Ośrodek Szkolenia Leopard) en Świętoszów de la 10.ª Brigada de Caballería Blindada (pol. 10 Brygada Kawalerii Pancernej) y otros dos los tanques fueron entregados a la 1.ª Brigada Blindada de Varsovia (pol. 1 Warszawska Brygada Pancerna) en Wesoła.

## Desarrollos relacionados
- Leopard 2
- Leopard 2E
- Stridsvagn 122

## Vehículos similares
- Leopard 2A7+
- Tipo 98G
  Tipo 99 A2
- AMX-56 Leclerc
- M1 Abrams A2
- P'ookpong Ho (M-2002)
- K2 Black Panther
- C1 Ariete
- Arjun
 / T-90 "Bhishma"
- Merkava IV
- Tipo 90
Tipo 10
- /// Al-Hussein
- /  Al-Khalid
/  Al-Zarrar
- PT-91Z
- Challenger 2 LIP
- T-80UM2
  T-90AM
- M-84AS (M-2001)
- M-95 Degman
- MİTÜP Altay
- T-84 Oplot-M